# CD Ensidesa
A CD Ensidesa, teljes nevén Club Deportivo Ensidesa egy már megszűnt spanyol labdarúgócsapat. A klubot 1956-ban alapították, székhelye Avilés városa volt.

## Története
A klubot 1956-ban alapították CD Llaranes néven, eleinte regionális bajnokságokban indult. 1965-ig használta eredeti nevét, ekkor vásárolta meg a klubot az Ensidesa nevű cég, amely végül a csapat névadója lett. Időközben a csapat egyre jobban szerepelt, egy szezont a másodosztályban is eltölthetett.
1983-ban egyesült a Real Avilés CF-fel, létrehozva a Real Avilés Industrialt.

## Statisztika
- Llaranes:

| Szezon  | Osztály | Poz. | Copa del Rey |
| ------- | ------- | ---- | ------------ |
| 1956/57 | 2ªR     | 6.   |              |
| 1957/58 | 2ªR     | 7.   |              |
| 1958/59 | 2ªR     | 1.   |              |
| 1959/60 | 2ªR     | 2.   |              |
| 1960/61 | 1ªR     | 2.   |              |
| 1961/62 | 3ª      | 6.   |              |
| 1962/63 | 3ª      | 2.   |              |
| 1963/64 | 3ª      | 4.   |              |
| 1964/65 | 3ª      | 7.   |              |

- Ensidesa:

| Szezon  | Osztály | Poz. | Copa del Rey |
| ------- | ------- | ---- | ------------ |
| 1965/66 | 3ª      | 5.   |              |
| 1966/67 | 3ª      | 6.   |              |
| 1967/68 | 3ª      | 2.   |              |
| 1968/69 | 3ª      | 4.   |              |
| 1969/70 | 3ª      | 3.   |              |
| 1970/71 | 3ª      | 9.   |              |
| 1971/72 | 3ª      | 5.   |              |
| 1972/73 | 3ª      | 2.   |              |
| 1973/74 | 3ª      | 8.   |              |

| Szezon  | Osztály | Poz. | Copa del Rey |
| ------- | ------- | ---- | ------------ |
| 1974/75 | 3ª      | 2.   |              |
| 1975/76 | 2ª      | 18.  |              |
| 1976/77 | 3ª      | 3.   |              |
| 1977/78 | 2ªB     | 14.  |              |
| 1978/79 | 2ªB     | 15.  |              |
| 1979/80 | 2ªB     | 15.  |              |
| 1980/81 | 2ªB     | 15.  |              |
| 1981/82 | 2ªB     | 20.  |              |
| 1982/83 | 3ª      | 1.   |              |

## Fordítás
- Ez a szócikk részben vagy egészben  a   CD Ensidesa című angol Wikipédia-szócikk fordításán alapul.  Az eredeti cikk szerkesztőit annak laptörténete sorolja fel. Ez a jelzés csupán a megfogalmazás eredetét és a szerzői jogokat jelzi, nem szolgál a cikkben szereplő információk forrásmegjelöléseként.